# Ботоярова, Алтынай Айдыновна
Алтынай Айдыновна Ботоярова (кирг. Алтынай Айдын кызы Ботоярова; род. 27 декабря 2004 года) — кыргызстанская модель и обладательница титула конкурса,красоты, победительница конкурса «Мисс Кыргызстан 2021».

## Биография
Родилась 27 декабря 2004 года в Бишкеке в семье 2 брата и 2 сестры. Ещё с раннего детства мечтала стать королевой красоты на международном конкурсе «Мисс Вселенная». В 5 лет победила на конкурсе «Mini miss fashion», что в дальнейшем повлияет на её карьеру. Тогда же при участие своей матери записалась в модельную школу. Спустя 4 года повторно заняла первое место на «Mini miss fashion-2014».
В 2020 году победила на конкурсе «Мисс Бишкек» среди самых красивых девушек столицы Кыргызстана, а затем заняла второе место в конкурсе «Мисс Кыргызстан 2020» и завоевала титул «Вице-мисс».
В 2021 году короновалась как Мисс Кыргызстан 2021, представляя Бишкек и заняв традиционно первое место. А спустя год представляла Кыргызстан в конкурсе «Мисс Вселенная 2022» в конференц-центре Мориал Нового Орлеана, США. Не обошлось и без курьёза: ведущая конкурса по ошибке назвала её «Мисс Казахстан»
Планировалось также представить свою страну на конкурсе «Мисс Вселенная 2023», однако эту эстафету приняла Акилай Калбердиева.
Происходит из племени Черик .

## Цитаты
Книги занимают большую часть моего досуга. Я не читаю мелодрамы или фантастику, я выбираю книги про бизнес. Для меня книги, знания из которой можно со стопроцентной гарантией использовать на практике, гораздо предпочтительнее художественной литературы. Музыку я люблю душевную, из-за чего многие думают что у меня что-то случилось в жизни. На самом деле, это просто мой стиль. Я ни с кем не ругалась, ни с кем не расставалась.— Алтынай Ботоярова